# Metil oranž
Metil oranž se u obliku otopine često rabi kao pH indikator. Pogodan je za upotrebu zbog jasne promjene boje. Interval promjene boje ovog indikatora je u intervalu pH neutralizacije za srednje jake kiseline, pa se često koristi za titracije kiselina.

## Boja indikatora
Kako se kiselost otopine smanjuje, promjena boje ovog indikatora se mijenja od crvene preko narančaste do žute.
- Promjena boje indikatora metil oranž
- Metil-oranž